# Élections régionales de 1978 en Basse-Saxe
Les élections régionales de 1978 en Basse-Saxe (en allemand : Landtagswahl in Niedersachsen 1978) se tiennent le 4 juin 1978, afin d'élire les 155 députés de la 9e législature du Landtag, pour un mandat de quatre ans.
Le scrutin est marqué par la victoire de la CDU du ministre-président Ernst Albrecht, qui remporte la majorité absolue des sièges.

## Contexte
Après les élections régionales de 1974, le Parti social-démocrate d'Allemagne (SPD) et le Parti libéral-démocrate (FDP) ont formé une coalition gouvernementale. Après la démission du ministre-président social-démocrate Alfred Kubel, le SPD et le FDP ne parviennent pas à faire élire leur candidat pour lui succéder en janvier 1976. C'est le démocrate-chrétien Ernst Albrecht qui est élu, premier membre de ce parti à devenir ministre-président de Basse-Saxe. Albrecht est d'abord à la tête d'un gouvernement minoritaire, puis le FDP entre au gouvernement après les élections législatives de 1976. La coalition de la CDU et du FDP a conservé la direction du Land jusqu'aux élections de juin 1978.

## Mode de scrutin
Le Landtag est constitué de 155 députés (en allemand : Mitglied des Landtags, MdL), élus pour une législature de quatre ans au suffrage universel direct et suivant le scrutin proportionnel de Hare.
Chaque électeur dispose d'une voix, qui compte double : elle lui permet de voter pour un candidat de sa circonscription, selon les modalités du scrutin uninominal majoritaire à un tour, le Land comptant un total de 99 circonscriptions ; elle est alors automatiquement attribuée au parti politique dont ce candidat est le représentant.
Lors du dépouillement, l'intégralité des 155 sièges est répartie en fonction des voix attribuées aux partis, à condition qu'un parti ait remporté 5 % des voix au niveau du Land. Si un parti a remporté des mandats au scrutin uninominal, ses sièges sont d'abord pourvus par ceux-ci.
Dans le cas où un parti obtient plus de mandats au scrutin uninominal que la proportionnelle ne lui en attribue, la taille du Landtag est augmentée jusqu'à rétablir la proportionnalité.

## Campagne

### Principaux partis
| Parti | Parti                                                                              | Chef de file                          | Résultat en 1974           |
| ----- | ---------------------------------------------------------------------------------- | ------------------------------------- | -------------------------- |
|       | Union chrétienne-démocrate d'Allemagne Christlich Demokratische Union Deutschlands | Ernst Albrecht (Ministre-président)   | 48,8 % des voix 77 députés |
|       | Parti social-démocrate d'Allemagne Sozialdemokratische Partei Deutschlands         | Karl Ravens                           | 43,1 % des voix 67 députés |
|       | Parti libéral-démocrate Freie Demokratische Partei                                 | Rötger Groß (Ministre de l'Intérieur) | 7,0 % des voix 11 députés  |

### Déroulement
Grâce à la popularité du ministre-président Ernst Albrecht, la CDU est très confiante pendant tout le déroulement de la campagne. Lors d'un sondage réalisé en janvier et février 1978 par Infratest, 54% des personnes interrogées disent qu'elles éliraient Albrecht s'il y avait une élection directe du ministre-président, contre seulement 30% qui choisiraient le candidat social-démocrate Karl Ravens. La CDU met par conséquent en avant le nom du ministre-président plus que celui du parti ("Politique d'Albrecht: pour nous en Basse-Saxe"), ne fait que peu de développement concernant son programme et limite la durée de sa campagne à trois semaines.
Le SPD, qui est ébranlé par la perte du poste de ministre-président intervenue en cours de législature en 1976, choisit Karl Ravens comme tête de liste. Au début de l'année 1978, Ravens quitte son poste de Ministre de l'aménagement du territoire, des travaux publics et de l'urbanisme dans le gouvernement fédéral de Helmut Schmidt afin de pouvoir mener campagne en Basse-Saxe,. En avril, il effectue une grande tournée électorale dans le Land. Au niveau du programme, le SPD se concentre sur quelques points forts (marché du travail, politique sociale, formation, droits civiques), tandis que Karl Ravens est présenté sur les affiches aux côtés de Helmut Schmidt car une victoire en Basse-Saxe permettrait de renforcer les sociaux-démocrates au Bundesrat, la chambre haute du parlement national.
La décision du FDP de rejoindre le gouvernement de Ernst Albrecht en 1976, qui avait alors été décidée avec une seule voix d'écart lors du congrès du parti, continuer à faire des remous au sein du parti en 1978. Certaines décisions prises par la coalition avec la CDU ne sont par ailleurs pas faciles à assumer pour le parti, notamment dans le domaine de la formation. Le FDP se retrouve par ailleurs en difficulté au Bundesrat, où les délégués du gouvernement de Basse-Saxe sont en désaccord avec le gouvernement national alors que le FDP fait partie des deux exécutifs. Le parti annonce toutefois avant les élections qu'il souhaite poursuivre sa coalition avec la CDU, sans toutefois que cette décision soit prise à l'unanimité, et mène une campagne très défensive. Cette campagne n'est pas facilitée par le fait qu'à Hambourg, où des élections ont lieu le même jour, le FDP fait campagne pour une reconduction de la coalition avec le SPD. Selon des sondages, l'électorat du FDP est majoritairement été favorable à une coalition avec le SPD.
La Liste verte Protection de l'environnement (GLU) participe pour la première fois aux élections régionales, puisqu'elle a été fondée le 12 décembre 1977 sur la base du Parti de protection de l'environnement (USP), lui-même créé en mai de la même année en réaction aux manifestations parfois violentes contre la centrale nucléaire de Grohnde,. Le programme du parti est principalement centré sur les questions environnementales et nucléaires, même si quelques autres thèmes sont abordés dans le manifeste adopté en février 1978. La plupart des candidats peuvent être classés comme étant de gauche.

## Résultats

### Voix et sièges
| Parti                             | Parti                                           | Deuxièmes voix | Deuxièmes voix | Sièges | Sièges        | Sièges | Sièges | Sièges        |
| Parti                             | Parti                                           | Votes          | %              | MU1    | +/-           | Liste  | Total  | +/-           |
| --------------------------------- | ----------------------------------------------- | -------------- | -------------- | ------ | ------------- | ------ | ------ | ------------- |
|                                   | Union chrétienne-démocrate d'Allemagne (CDU)    | 1 989 326      | 48,66          | 61     | 7             | 22     | 83     | 6             |
|                                   | Parti social-démocrate d'Allemagne (SPD)        | 1 723 638      | 42,16          | 38     | 7             | 34     | 72     | 5             |
|                                   | Parti libéral-démocrate (FDP)                   | 171 514        | 4,20           | 0      | en stagnation | 0      | 0      | 11            |
|                                   | Liste verte Protection de l'environnement (GLU) | 157 733        | 3,86           | 0      | en stagnation | 0      | 0      | en stagnation |
|                                   | Parti national-démocrate d'Allemagne (NPD)      | 17 613         | 0,43           | 0      | en stagnation | 0      | 0      | en stagnation |
|                                   | Parti communiste allemand (DKP)                 | 12 700         | 0,31           | 0      | en stagnation | 0      | 0      | en stagnation |
|                                   | Autres                                          | 15 659         | 0,38           | 0      | en stagnation | 0      | 0      | en stagnation |
|                                   |                                                 |                |                |        |               |        |        |               |
| Votes valides                     | Votes valides                                   | 4 088 183      | 99,35          |        |               |        |        |               |
| Votes blancs et nuls              | Votes blancs et nuls                            | 26 547         | 0,65           |        |               |        |        |               |
| Total                             | Total                                           | 4 114 730      | 100            | 99     | en stagnation | 56     | 155    | en stagnation |
| Abstentions                       | Abstentions                                     | 1 126 321      | 21,49          |        |               |        |        |               |
| Nombre d'inscrits / participation | Nombre d'inscrits / participation               | 5 241 051      | 78,51          |        |               |        |        |               |

### Analyse

#### Généralités
La CDU remporte les élections, comme cela avait déjà été le cas en 1974. Elle gagne sept mandats directs de plus qu'en 1974, au détriment du SPD qui en perd sept. Le SPD et le FDP arrivent respectivement en deuxième et troisième position, mais le FDP n'atteint pas le seuil électoral de 5% pour être représenté au parlement. Un tel résultat du FDP était jugé improbable par les analystes avant les élections. Seuls la CDU et le SPD sont désormais représentés au parlement, si bien que la CDU dispose de la majorité absolue des sièges sans avoir obtenu la majorité absolue des voix,. La Liste verte Protection de l'environnement termine en quatrième position au niveau du Land, mais en troisième position dans 42 des 99 circonscriptions électorales. Les 10'855 voix que l'Union libre de Basse-Saxe obtient presque entièrement dans la circonscription de Soltau sont à interpréter comme un vote de protestation contre la réforme territoriale mise en œuvre par Ernst Albrecht durant la législature précédente.
Le taux de participation est passé de 84.4% en 1974 à 78.5% en 1978, mais correspond désormais à nouveau à la moyenne enregistrée depuis 1951, les chiffres de 1974 ayant été particulièrement élevés. Le taux d'abstention est en moyenne plus élevé chez les gens avec un niveau de formation relativement bas, dans les grandes villes et chez les moins de 30 ans. Une enquête auprès des abstentionnistes montre que 54% d'entre eux ne se sont pas rendus aux urnes par manque de temps et un tiers en signe de protestation. L'abstention semble avoir été plus marquée dans l'électorat du SPD que dans celui des autres partis.
Au niveau de la composition du parlement, le nombre de femmes représentées au parlement passe de six à neuf. Si l'on s'intéresse aux professions, 71 des 155 députés travaillent pour des administrations ou des services publics. Quarante-quatre d'entre eux siègent pour le SPD et 27 pour la CDU. Le parlement compte également 24 agriculteurs, dont 21 démocrates-chrétiens et trois sociaux-démocrates.

#### Union chrétienne-démocrate (CDU)
Le score de la CDU en 1978 est presque identique à celui de 1974, ce qui n'empêche pas certaines variations régionales. La CDU recule légèrement dans ses bastions ruraux et catholiques traditionnels, mais compense ces pertes par une progression dans les grandes villes, notamment dans l'agglomération de Hanovre (+2.7%). Elle a plus généralement progressé dans l'ensemble de la "ceinture rouge" située au sud des villes de Stadthagen, Hanovre et Brunswick et traditionnellement acquise aux sociaux-démocrates. Globalement, l'électorat de la CDU est fidèle puisque 67% des électeurs qui avaient voté pour la CDU en 1974 ont fait le même choix en 1978. La CDU est majoritaire dans toutes les classes d'âge supérieures à 35 ans et, chez les personnes plus âgées, obtient même le soutien d'anciens sociaux-démocrates.

#### Parti social-démocrate (SPD)
Le SPD recule légèrement par rapport à 1974, mais augmente son nombre de sièges grâce au fait que le FDP n'est plus représenté au parlement. Comme la CDU, il bénéficie d'un électorat fidèle important, 62% des électeurs de 1978 ayant déjà voté pour ce parti en 1974. Cela n'empêche pas un recul général de 2% dans les grandes villes et de 3.1% à Hanovre. Il reste le premier parti politique chez les moins de 35 ans, devant la CDU, mais perd des électeurs plus âgés au profit de cette dernière.

#### Parti libéral-démocrate (FDP)
Le FDP a pu compter pendant ces élections sur le fort soutien des anciens fiefs des nationaux-libéraux dans des régions rurales telles que les arrondissements de Ammerland, Diepholz et Oldenbourg-Land. En revanche, il a connu un recul marqué auprès des électeurs sociaux-libéraux, souvent actifs dans le secteur tertiaire et fidèles au parti depuis 1969, mais déçus par l'alliance avec la CDU en place depuis 1976. Beaucoup de ces électeurs sociaux-libéraux se sont abstenus en 1978. Environ 20'000 personnes qui avaient voté pour le FDP en 1974 ont voté pour la Liste verte en 1978, un chiffre élevé, mais qui ne suffit pas à expliquer le passage sous la barre des 5%.

#### Liste verte Protection de l'environnement
La Liste verte Protection de l'environnement échoue à faire son entrée au Landtag mais capte une partie de l'électorat des trois principaux partis du Land, principalement au Parti libéral-démocrate. Elle réalise ses meilleurs résultats dans des secteurs où des projets liés à l'énergie nucléaire sont en cours, par exemple dans l'arrondissement de Lüchow-Dannenberg où se trouve Gorleben (17,8%), ainsi que dans des zones où ont lieu des développements industriels de grande ampleur (nord-est de la Basse-Saxe et zones portuaires),. Elle obtient également de meilleurs scores dans les villes plutôt que leurs banlieues ou faubourgs, et plus particulièrement dans les villes comptant un grand nombre d'étudiants et de personnes au bénéfice d'une formation universitaire,. Un sondage mené auprès des étudiants de l'université technique de Brunswick a par exemple montré qu'elle y est le premier parti et que 43.3% des étudiants ayant participé au scrutin lui ont accordé leur voix. Elle obtient ses meilleurs résultats auprès des électeurs âgés de 18 à 25 ans (11.7%) et de 25 à 35% (5.9%) et des résultats légèrement supérieurs chez les hommes que chez les femmes.

### Conséquences
La CDU disposant de la majorité absolue des sièges au parlement, la formation d'un gouvernement est relativement facile. Le ministre-président Ernst Albrecht doit toutefois remplacer les ministres libéraux-démocrates et fait en partie recours à des personnalités démocrates-chrétiennes qui ne résidaient pas en Basse-Saxe jusque-là. Il est réélu au poste de ministre-président le 28 juin 1978 par 83 voix contre 72. À la suite de ces élections, les démocrates-chrétiens disposent par ailleurs d'une majorité claire au Bundesrat, la chambre haute du parlement national. 
D'un point de vue plus large, la coalition entre la CDU et le FDP en place en Basse-Saxe depuis 1976 était vue, notamment par le président de la CDU Helmut Kohl, comme un test pouvant conduire à une telle coalition au niveau national également, où le FDP est allié avec le SPD. Ce test n'est donc pas reconduit, ce qui conforte l'Union chrétienne-sociale en Bavière (CSU) dans son opinion que les deux partis démocrates-chrétiens (CDU et CSU) doivent également viser au niveau national une majorité propre, sans coalition avec le FDP. Après ces élections, seule la Sarre a encore une coalition entre la CDU et le FDP. 
L'échec du FDP à se maintenir au parlement de Basse-Saxe et dans celui de Hambourg où des élections ont lieu le même jour conduit à une crise au sein du parti et, notamment, à des critiques sur son image et son programme lors du congrès de novembre 1978 à Mayence. 